# Dharanindravarman II
Dharanindravarman II, död 1160, var en kambodjansk monark. Han var kung av Khmerriket mellan 1150 och 1160.